# 89A busz (Pécs)
A pécsi 89A jelzésű autóbusz Megyer és az erőmű között teremtett kapcsolatot. Naponta csak egyszer közlekedett, az erőmű műszakváltásakor. Este közlekedett egy csonkajárat is, ami a Hőerőmű után 89A Gázmű jelzéssel járt. 89B jellel a Hőerőmű és a Dózsa Gy. u. között is közlekedett buszjárat.A Dózsa Gy.utcából indult 13.35-kor,a Hőerőműtől indult 13.50-kor munkanapokon.

## Története
1987. szeptember 1-jén indult az első M89A buszjárat Kertvárosból a Hőerőműig. 2006. augusztus 31-ig a járat végállomása a régi kertvárosi végállomás volt, szeptember 1-jétől viszont átköltözött az összevont kertvárosi végállomásra, amely a Sztárai Mihály úton található. 2009. december 1-jétől 89A jelzéssel közlekedett.
2014. január 31-én közlekedett utoljára, másnap már a 120-as busz járt helyette.

## Útvonala
| Hőerőmű felé | Kertváros felé |
| --- | --- |
| Kertváros vá. – Sztárai Mihály út – Nagy Imre út – Maléter Pál út – Kanizsai Dorottya út – Edison utca – Hőerőmű vá. | Hőerőműt vá. – Edison utca – Kanizsai Dorottya út – Maléter Pál út – Nagy Imre út – Sztárai Mihály út – Kertváros vá. |

## Megállóhelyei
Az átszállási kapcsolatok között a Dózsa György útig közlekedő 89-es busz nincsen feltüntetve!
| 89A (Kertváros – Hőerőmű) | 89A (Kertváros – Hőerőmű) | 89A (Kertváros – Hőerőmű) | 89A (Kertváros – Hőerőmű)                                   |
| Perc (↓)                  | Megállóhely               | Perc (↑)                  | Átszállási kapcsolatok a járat megszűnésekor                |
| ------------------------- | ------------------------- | ------------------------- | ----------------------------------------------------------- |
| 0                         | Kertváros végállomás      | 28                        | 3, 6, 7, 55, 55Y, 61, 61Y, 62, 63, 63Y, 71, 72, 161, 162    |
| 2                         | Csontváry utca            | 26                        | 1, 3, 6, 50, 55, 60, 61, 61Y, 62, 63, 63Y, 71, 72, 161, 162 |
| 4                         | Várkonyi Nándor utca      | 25                        | 1, 3, 6, 50, 55, 60, 161                                    |
| 5                         | Maléter Pál út I.         | ∫                         | 1, 6, 50, 60                                                |
| ∫                         | Lahti utca                | 24                        | 1, 6, 50, 60                                                |
| 6                         | Krisztina tér             | 22                        | 1, 6, 50, 55Y, 60, 161                                      |
| 8                         | Maléter Pál út II.        | 20                        | 6, 7, 71, 72, 162                                           |
| 10                        | Árpádváros                | 18                        | 41                                                          |
| 15                        | Baromfifeldolgozó         | 13                        | 20                                                          |
| 16                        | Pécsbánya rendező         | 12                        | 20 · Pécsbánya-Rendező                                      |
| 17                        | Hőerőmű végállomás        | 11                        | 20, 20A                                                     |